# On Yer Toez
On Yer Toez ist das 1989 veröffentlichte Debütalbum der englischen Oi!- und Punk-Band Blaggers ITA, die damals noch „The Blaggers“ hieß. Es blieb ihre einzige Veröffentlichung unter dem ursprünglichen Namen.

## Veröffentlichungen
Das Album erschien etwa ein Jahr nach Gründung der Band bei Oi! Records (Katalognr. OIR 014), dem Label des The-Oppressed-Frontmannes Roddy Moreno. Das Cover zeigte ein schwarz-weißes Bandfoto in weißem Rahmen vor schwarzem Hintergrund, außerdem Band- und Albumtitel sowie das Logo der Plattenfirma. Kurz nach Aufnahme des Debüts spielten The Blaggers als Vorband der Angelic Upstarts.
1997 veröffentlichte Mad Butcher Records eine Neuauflage des Albums als LP (MBR 018). Im gleichen Jahr erschien als erste Publikation der Reihe „Mad Butcher Classics“ (MBC 001) auch eine Fassung mit abgeändertem Cover, die als CD erhältlich ist. Zugleich veröffentlichten MBR und Bass Riot Records (Basr 008) eine MC-Version, die ebenfalls das neue Cover enthält. Die Titellisten der Neuveröffentlichungen unterscheiden sich jeweils vom Original. Das Booklet der CD-Ausgabe enthält zudem eine Kampfansage an das Label Bleach Records.

## Stil und Texte
Die Lieder des Albums sind fast gänzlich im schnellen bzw. Midtempo eingespielt. Während Blaggers ITA auf späteren Veröffentlichungen Elemente aus Hip-Hop und Dance-Music einfließen ließen, ist die Musik auf dem ersten Album noch überwiegend dem Oi! bzw. Punkrock zuzuordnen. Die einzelnen Stücke sind dabei einfach strukturiert und rifflastig, Soli bilden die Ausnahme.
In den Texten setzt sich die Band neben der eigenen Selbstdarstellung überwiegend mit gesellschaftlichen Themen wie Gewalt (Weekend Warrios), Gefangenenrechten (Jail House Doors), dem Nordirlandkonflikt (Ireland) und Rechtsradikalismus (House Of The Fascist Scum) auseinander. Das langsam gehaltene Bronco Bullfrog basiert auf dem gleichnamigen Film aus dem Jahr 1970, im Text werden nostalgische Erinnerungen an eine geliebte Person zum Ausdruck gebracht.
Skateboard Bob und House Of The Fascist Scum sind Coverversionen von Blitzkrieg Bop bzw. The House of the Rising Sun, jedoch mit jeweils deutlich abgewandeltem Text.

## Weitere Veröffentlichungen
Eine alternative Fassung von Young Blaggers erschien 1993 auf der CD-Version des Albums United Colors of Blaggers ITA.
The House of the Rising Sun war Teil der 2009 von Mad Butcher Records verlegten Kompilation United Skins. Blaggers ITA waren die einzige darauf vertretene Band aus dem englischsprachigen Raum.

## Rezeption
Steven Wells bewertete das Album im NME mit 7 von 10 Punkten. Im Sounds wurde es als „pure anti-fascist Oi Music“ eingeordnet.
Auf rateyourmusic.com ist das Album inkl. der Neuveröffentlichungen mit rund 3,4 von 5 möglichen Punkten bewertet, verteilt auf 8 Kritiken.
Die Bewertung auf discogs.com liegt, gemessen an 31 Kritiken für alle Versionen, bei 4,06 von 5 Punkten.
In einer Bandbiografie auf dementlieu.com wird das Album als "mittelmäßig" ("mediocre") eingestuft.
Während eines Interviews im Jahr 1991 bezeichnete Matty Blag die frühen Lieder zwar als sehr politisch orientiert, was sich im Laufe der Zeit noch steigerte, aber in der Frühphase wurde das Politische seines Erachtens den Zuhörern zu sehr „in den Hals gestopft“ (“ram politics down peoples throats to much”).

## Titelliste
Seite A
1. On Yer Toez
2. Young Blaggers
3. Crazy
4. Skateboard Bob
5. Weekend Warriors
6. Bronco Bullfrog
7. Shaw Tailor
8. Nuffing

Seite B
1. Jail House Doors
2. Freedom Fighters
3. Britains Dream
4. Ireland
5. Greetings From Ireland
6. Save Your Hate
7. House Of The Fascist Scum
8. Nice One Blaggers

Neuveröffentlichung als MBC 001 aus dem Jahr 1997 (Titel 14.–18. von der EP Beirut und 19.–24. von der EP God Save The Cockroach)
1. On Yer Toez
2. Crazy
3. Skateboard Bob
4. Weekend Warriors
5. Bronco Bullfrog
6. Jail House Doors
7. Freedom Fighters
8. Britains Dream
9. Ireland
10. Greetings From Ireland
11. Save Your Hate
12. House Of The Fascist Scum
13. Beirut
14. Real World
15. What For
16. Wonderful World
17. Ten Years On (Live)
18. Meat
19. No Choice
20. See Naples And Die
21. Get Outa Here
22. I Don’t Know
23. It's Up To You

Auf der MBR 018-Fassung fehlen Shaw Tailor, Nuffing und Nice One Blaggers, dafür sind die Lieder Beirut, Real World und What For enthalten. Auf der MC-Version sind die o. g. Titel ebenfalls nicht enthalten, dafür aber die gesamte Beirut-EP.